# 天野可淡
天野 可淡（あまの かたん、1953年 - 1990年11月1日）は、日本の人形作家。創作球体関節人形で耽美表現を始めた。女性。本名、大作紀美子。

## 略歴
- 1953年、東京都世田谷区に生まれる。
- 1962年、東映児童研究所第四期生となる。
- 1974年、女子美術大学在学中より人形制作開始。
- 1981年、銀座小松アネックス「更染沙ギャラリー」を皮切りに個展を開始する。
- 1988年、ドールスペース・ピグマリオンのスタッフとなり、代表者であり人形作家である吉田良一（現在、吉田良に名前改め）とともに活動を続ける。
- 1990年、オートバイによる交通事故にて逝去。

## 作品集について
1989年に「KATAN DOLL」、1990年に「KATAN DOLL fantasm」、1992年に「KATAN DOLL RETROSPECTIVE」の三冊がトレヴィルより出版されている（写真撮影は吉田良一）。ただし出版社の倒産により、いずれも入手困難。
1995年には、シンフォレストから、写真集のソースをCD-ROM化した「KATAN DOLL」も発売されているが、こちらも販売終了となっている。
2007年2月9日復刊ドットコム（外部リンク）にて上記3冊の復刊決定が発表され、エディシオン・トレヴィル「KATAN DOLL」(2007年8月)、「KATAN DOLL fantasm」(2007年9月)、「KATAN DOLL RETROSPECTIVE」(2007年12月)の3冊が無事復刊された。
2015年12月16日、KADOKAWAから収集家・写真家の片岡佐吉による写真集「天野可淡 復活譚」が発表され、綾辻行人が寄稿した。綾辻は同書の中で、『Another』の登場人物は天野の人形から発想を得たと語っている。

## 作品の展示
現在、天野可淡の作品はその多くが散逸し、親族のほか、片岡佐吉ら幾人かの人形収集家のもとにあり、片岡佐吉が所有している作品については、片岡がオーナーをつとめる人形博物館マリアの心臓にて展示されている。(京都大原にあるマリアの心臓は2022年7月閉館)
2004年には、映画「イノセンス」公開記念、押井守監修「球体関節人形展～DOLLS OF INNOCENCE～」（東京都現代美術館／2月7日～3月21日）で数体が陳列された。
2010年度に東京国立近代美術館へ2作品が寄贈された。

## テレビ番組
1994年8月28日にフジテレビ制作の番組「ワーズワースの冒険」の第22話で「消えた少女人形の謎～カタン・ドールの世界～」として天野可淡がストーリ仕立てで取り上げられた。